# Chlorocebus pygerythrus
Chlorocebus pygerythrus (Вервета) — примат з роду Chlorocebus родини мавпові (Cercopithecidae). C. pygerythrus раніше розглядався як підвид Chlorocebus aethiops, але тепер вважається повним видом більшістю авторів. П'ять підвидів, як правило, розрізняють, які розрізняються за забарвленням.

## Опис
Довжина голови й тіла: 35-66 см. Довжина хвоста: 42-72 см. Вага: 2,5-9 кг. Самець трохи більший. Це середніх розмірів представник родини мавпових жовтувато- або червонувато-оливковим хутром і чорним обличчям в обрамленні білих щік, довгих, білих вус і білої смуги на лобі. Низ і внутрішні сторони кінцівок білуваті, з червонуватим клаптем під основою хвоста. Вуха, руки, ступні і кінчик хвоста чорні. Молодь народжуються з темним хутром і рожевою шкірою обличчя, яка поступово стає забарвлення дорослих за перші кілька місяців. 

## Поширення
Країни: Ботсвана, Бурунді, Ефіопія, Кенія, Малаві, Мозамбік, Руанда, Сомалі, ПАР, Есватіні, Танзанія, Уганда, Замбія, Зімбабве. Цей вид присутній в савані, рідколіссі, і лісово-луковій мозаїці, особливо близько до річок. Це надзвичайно гнучкий вид, здатний жити в середньо / або сильно фрагментованій рослинності, в тому числі на посівних площах, а іноді у сільських і міських умовах. Значна частина ареалу припадає на міомбо. Взагалі відсутній у пустельних районах і глибокому лісі.

## Стиль життя
Живе в групах до 38 осіб, які складаються з кількох самців, більше самиць і потомства. Ці примати є напівназемні й денні. Всеїдні, але воліють фрукти. Крім того, вони також їдять квіти, листя, молоді пагони, комах, хробаків та інших дрібних тварин.
Після приблизно 165-денної вагітності, самиця народжує одне дитинча. Воно відлучається від грудей в другому півріччі життя та досягає статевої зрілості у віці 2-3 років — хоча самці, через групову поведінку, не вступають у статеві зв'язки до п'яти років. Тривалість життя може бути до 30 років.

## Загрози та охорона
Немає великих загроз. Цей вид занесений до Додатка II СІТЕС і класу B африканської Конвенції про збереження природи і природних ресурсів. Він присутній у багатьох охоронних територіях у своєму ареалі.